# Kryštofovo Údolí
Kryštofovo Údolí è un comune della Repubblica Ceca facente parte del distretto di Liberec, nella regione omonima.